# 113 (číslo)
Sto třináct je přirozené číslo. Následuje po číslu sto dvanáct a předchází číslu sto čtrnáct. Řadová číslovka je sto třináctý. Římskými číslicemi se zapisuje CXIII.

## Matematika
Sto třináct je
- jedenácté prvočíslo Sophie Germainové, jeho ciferný součet je také prvočíslo (1 + 1 + 3 = 5)
- nepříznivé číslo
- v desítkové soustavě nešťastné číslo

## Chemie
- 113 je atomové číslo nihonia, neutronové číslo třetího nejběžnějšího izotopu osmia; nukleonové číslo méně běžného z obou přírodních izotopů india (tím běžnějším je 115In) a čtvrtého nejméně běžného přírodního izotopu kadmia[1]

## Roky
- 113
- 113 př. n. l.